# Témazépam
Le témazépam est une substance chimique de la famille des benzodiazépines commercialisée notamment sous le nom de Normison en France (d'autres spécialités existent comme Euhypnos, Levanxol, Planum, Restoril). Comme toutes les substances de cette famille, elle possède des propriétés anxiolytiques, hypnotiques ou sédatives, anticonvulsantes, et myorelaxantes, mais elle est surtout prescrite comme hypnotique dans le traitement à court terme d'insomnie sévère (difficultés d'endormissement) lorsque d'autres traitements, notamment des règles hygiéno-diététiques, ont échoué.
En France, le Normison a connu un arrêt de commercialisation depuis 2013 à la suite de la fermeture du laboratoire le fabriquant (Alkopharm/Génopharm). Aucun générique n’était disponible, cependant la société Primius Lab Limited avait récupéré les droits de commercialisation du Normison. Il a par la suite été une nouvelle fois retiré du marché.

## Historique
Le témazépam a été d'abord synthétisé en 1964, mais il a été utilisé en 1969 pour sa capacité à traiter l'insomnie. À la fin des années 1980, le témazépam était un des somnifères les plus vendus et largement disponible sur le marché : c'est devenu un des médicaments les plus largement prescrits.

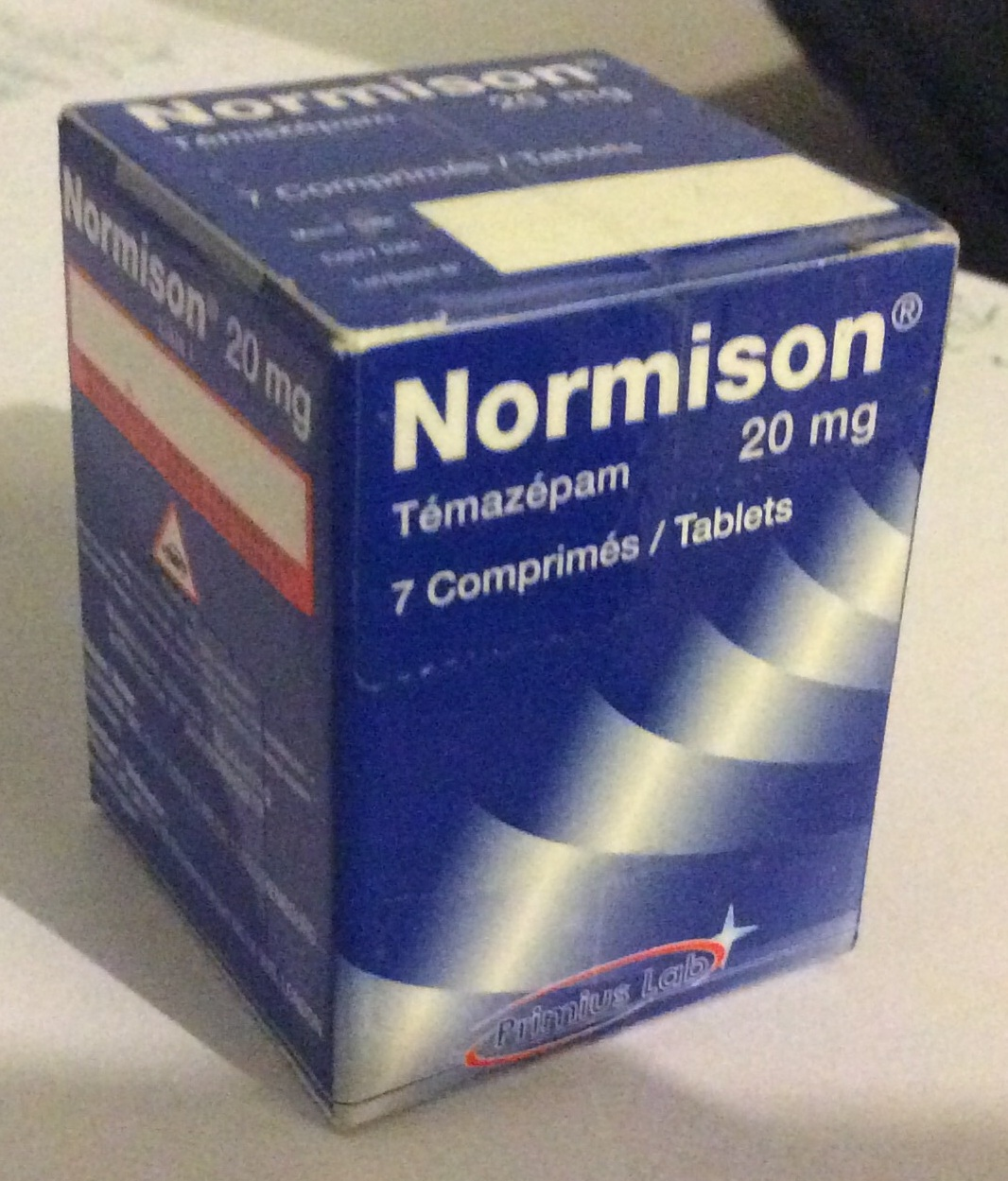
Boite de Normison (Témazépam)

## Pharmacologie

### Mécanisme d’action
Il agit d'une manière similaire aux autres molécules de la classe des benzodiazépines, à savoir sur les récepteurs GABA.

## Contre indication
Comme toutes les benzodiazépines, le témazépam ne doit pas être utilisé en cas d'hypersensibilité aux benzodiazépines :
- insuffisance respiratoire sévère
- myasthénie
- association à l'alcool  : risque de potentialisation et de cumul pouvant causer des problèmes graves
- grossesse (trois premiers mois) : risque tératogène non évalué.
- grossesse (dernier trimestre) : risque d'intoxication ou de syndrome de sevrage du nouveau-né.
- allaitement
- insuffisance rénale sévère (notamment patients en dialyse)
- insuffisance hépatique sévère

On devrait éviter l'utilisation du témazépam, en cas de :
- Ataxie
- Hypoventilation sévère
- Glaucome de l'angle étroit aigu
- dépression grave, particulièrement lorsqu'elle s'accompagne de tendances suicidaires
- chez les enfants de moins de 15 ans

En outre l'usage de boissons alcoolisées est fortement déconseillé, comme avec d'autres substances psychoactives.

## Effets secondaires
Les effets secondaires de la témazépam sont ceux des benzodiazépines et sont en relation avec le système nerveux central

### Effets secondaires fréquents
L'effet le plus important est la somnolence

### Effets secondaires rares
Les effets secondaires peuvent inclure :
- asthénie (fatigue)
- ataxie
- prurit
- confusion mentale
- vertige,
- difficultés de mémorisation,
- l'excitation paradoxale,
- l'amnésie antérograde
- lenteur des réactions, rendant la conduite automobile ou l'utilisation de machine impossible et dangereuse

D'autres effets secondaires peuvent subvenir comme : 
- des céphalées
- une diarrhée

Une dose plus importante peut induire une dépression respiratoire
D'autre part, comme beaucoup de médicaments psychotropes le témazépam induit une accoutumance et une dépendance qui peuvent poser un problème en cas de  sevrage, surtout brutal qui peuvent se traduire par des crampes musculaires et abdominales, des convulsions, une dépression, une insomnie dite de rebond, une transpiration excessive, des tremblements, des vomissements.

### Effets secondaires possible et éventuels
D'autres effets plus rares ont été rapportés (moins de 0.5 %): 
- hyperhidrose,
- modification de la libido
- des hallucinations
- un nystagmus
- des vomissements
- des troubles gastro-intestinaux
- des cauchemars,
- des réactions paradoxales  : agitation, agressivité voire violence, excitation ,

Cette molécule a une action rapide et est dosée le plus souvent dans des médicaments somnifères. De fait, après la prise de celle-ci, il peut résulter un état d'hébétude, de somnolence, une diminution des fonctions psychomotrices et cognitives peuvent persister le jour suivant, qui peut augmenter le risque d'accidents de la circulation ou de chutes.
C'est pourquoi les spécialités pharmaceutiques portent un pictogramme (danger de risque 3 : ne pas conduire après la prise) sur les boîtes.
La prise de boissons alcoolisées en même temps que le traitement est dangereuse et peut provoquer la mort.

## Accoutumance - Tolérance - Dépendance
Tout comme les autres produits de sa classe, il présente un potentiel addictif important si consommé quotidiennement.

## Pharmacocinétique et devenir dans l’organisme
L'administration orale de 15 à 45 mg de témazépam est rapidement absorbée en moins de 30 minutes ; le pic plasmatique est atteint en un peu plus d'une heure et demie. Il n'y a aucun catabolite actif formé (le seul catabolite significatif dans le sang était l'O-conjugate). La dégradation dans le corps humain du médicament indique une demi-vie courte d'environ 8,8 heures
La biodisponibilité du témazépam est de presque 100 % par l'intestin. La substance est transformée par métabolisme par la conjugaison et déméthylation avant l'excrétion. La plupart de la molécule est excrétée dans l'urine et 20 % par les fèces.
Le catabolite important était l'O-conjugate de témazépam (90 %) ; l'O-conjugate de N-desméthyl témazepam était un métabolite mineur (7 %).